# Abel Bergaigne
Abel Henri Joseph Bergaigne (31. august 1838-6. august 1888) var en fransk orientalist.
Bergaigne trådte først ind i administrationen, men forlod den snart for at ofre sig til studier, navnlig af orientalske sprog. 1868 ved Grundlæggelsen af École pratique des hautes études udnævntes han til docent i sanskrit; blev senere professor i sanskrit og indoeuropæisk sammenlignende grammatik i Paris og directeur d'études ved École des Hautes Études. Han åbnede Bibliothèque de l'École des Hautes Études med Georg Curtius' La chronologie dans la formation des langues indogermaniques (1869); han har endvidere skrevet Bhamini-Vilasa, texte sanscrit, publié avec une traduction et des notes (1872); Essai sur la construction grammaticale considérée dans son développement historique en sanscrit, en grec, en latin, dans les langues romanes et dans les langues germaniques (1873; kronet af Académie des Inscriptions et Belles-Lettres); Les Dieux souverains de la religion védique (1877); De conjunctivi et optativi in indoeuropaeis lingvis formatione et vi antiquissima (1877); La religion védique d'après les hymnes du Rig-Veda (3 bind, 1878-83); Nāgānanda, la joie des serpents, drame bouddhique attribué au roi Çrī-Harsha-Deva (1879); Quelques observations sur les figures de rhétorique dans le Rig-Veda (1880); Les inscriptions sanscrites du Cambodge (1882); Nouvelle Inscription du Cambodge (1882); Chronologie de l'ancien royaume Khmêr, d'après les inscriptions (1884); Sacountala (oversættelse i forbindelse med Paul Lehugeur; 1884); Manuel pour étudier la langue sanscrite (1884); Études sur le lexique du Rig-Veda (1884); M. Ludwig et la chronique du Rig-Veda (1886); Les découvertes récentes sur l'histoire ancienne du Cambodge (1886); Recherches sur l'histoire de la Samhitā primitive du Rig-Veda (1886-87); L'ancien royaume du Campa dans l'Indo-Chine d'après les inscriptions (1888). Desuden leverede han bidrag til Revue critique, Mémoires de la Société de Linguistique og Journal Asiatique, hvor for øvrigt nogle af de ovennævnte værker er trykte. Bergaigne var medlem af Instituttet.